# کشته‌شدن جنگل‌بانان و محیط‌بانان در ایران
حمله و قتل جنگل‌بانان و محیط‌بانان در ایران به گفته برخی منابع در بین کشورهای جهان کم‌سابقه است. به گفته محمد درویش، عضو مؤسسه تحقیقات جنگل‌ها و مراتع در ۹۰ سال گذشته در آمریکا ۲۵ محیط بان کشته شده‌اند که علت ۹۵ ٪ مرگ آنان حوادث و سوانح بوده است اما در۳۰ سال گذشته در ایران ۱۱۲ نفر محیط‌بان و ۱۱ جنگل‌بان کشته شده‌اند (جمعاً ۱۲۳ نفر). همچنین تعداد زیادی از محیط‌بانان و جنگل‌بانان مضروب و مجروح و دچار نقص عضو دائم شده‌اند. مواردی از تهدید اعضای خانواده محیط‌بانان نیز گزارش شده است.

## قتل
۱۱ مورد قتل جنگل‌بانان در ۳ دهه اخیر گزارش شده است.

### ناصر پیروی
ناصر پیروی رئیس اداره منابع طبیعی ماسال (تالش)بود که به دلیل مقاومت در برابر اشغال ۵ هکتار از جنگل‌های ماسال به نحو فجیعی در ۷ اردیبهشت ۱۳۸۴ سر بریده شد. یکی از متهمان قتل گفته است: «او مرد سرسختی بود و نسبت به جنگل حساسیت خاصی داشت. من و همدستانم مدتی بود به خاطر مالکیت بخشی از جنگل با جنگلبانی کشمکش داشتیم و او سرسختانه مقابل ما ایستاده بود. ما هم تصمیم گرفتیم برای رسیدن به اهدافمان او را از سر راه برداریم. به همین دلیل تصمیم به کشتن او گرفتیم.
طبق نقشه‌ای که طراحی کرده بودیم چهار نفر از همدستانم در جاده رشت- ماسال، با به تن کردن لباس نظامی یک پست ایست و بازرسی قلابی راه انداختند و هنگامی که پیروی از خانه‌اش به سمت جنگلبانی در حرکت بود او را در جاده متوقف کردند.
پیروی نیز به این گمان که آنها واقعاً پلیس هستند با آنان همکاری کرد، اما همدستانم او را به زور سوار خودرو کردند و به کلبه‌ای در جنگل‌های ضیابر صومعه سرا منتقل کردند.
در آنجا پس از آنکه وی را مورد ضرب و شتم قرار دادیم، در حالی که او بی حال شده بود، با یک تیغ موکت بری سرش را از بدنش جدا و جسد را برای اینکه توسط پلیس کشف نشود در جنگل رها کردیم.»

### فضل‌الله علیپور
فضل‌الله علیپور جنگلبان مازندارانی بود که در بامداد روز جمعه ۷ خرداد ۱۳۹۵، توسط قاچاقچیان چوب در منطقه جنگلی سالده، شهرستان نور کشته شد.
دستگیری ضاربان
این ماجرا پنج نفر متهم داشت، سه نفر از متهمین در ساعت‌های اولیه روز بعد با تلاش نیروهای انتظامی، امنیتی و مقامات قضایی شهرستان نور دستگیر شدند و ضارب اصلی و یکی دیگر از متهمین نیز خود را معرفی کردند.

### جواد غلامی طبسی
فرمانده یگان حفاظت شهرستان چناران که در سال ۱۴۰۱ در مواجهه با متخلفان با انفال و اراضی منابع طبیعی جان شیرین خود را تقدیم نمود.

## قتل و تهدید خانواده جنگل‌بانان و محیط‌بانان
یکی از محیط‌بانان درباره تهدید قاچاق چیان چوب می‌گوید:
«قاچاقچیان دختر رئیس ستاد مبارزه با کالای قاچاق میاندوآب را جلوی دانشگاه آزاد علوم پزشکی اردبیل در سال ۸۲ سر بریده بودند. دختر من در سال بعد در همان دانشگاه قبول می‌شود که همان قاچاقچیان معروف تهدید کردند که یا دخترت را به دانشگاه نفرست یا او را نیز جلوی دانشگاه سرمی‌بریم که من نیز از ترس انصراف دخترم را از دانشگاه گرفتم.»

## تأسیس یگان ویژه حفاظت از منابع طبیعی ایران
با ادامه حمله به جنگل‌بانان و محیط‌بانان، پیشنهاد تأسیس یگان ویژه حفاظت از منابع طبیعی ایران به ستاد کل نیروهای مسلح جمهوری اسلامی ایران ارائه و با موافقت ستاد و تأمین هزینه توسط سازمان جنگلها، مراتع و آبخیزداری کشور تشکیل شد. این نیروبخشی از ناجا به‌شمار می‌رود.

## محکومیت قضایی
در مواردی که درگیری بین شکارچیان و محیط‌بانان به قتل طرف مقابل انجامیده است، دادگاه حکمبه رای به قصاص محیط‌بان را صادر می‌کند. مورد اسدالله تقی‌زاده یکی از این موارد بود که در سال ۱۳۹۰ در جامعه مطرح شد و واکنش حامیان محیط زیست را در پی داشت.